# The Absolut Company
The Absolut Company AB är ett spritföretag med huvudkontor i Stockholm och fabrik i Åhus. 
Företaget är mest känd för produkten Absolut Vodka som 1979 började tillverkas av det statliga bolaget Vin & Sprit och som blev en svensk exportsuccé. 1996 bildades The Absolut Company som en division inom Vin & Sprit.
2008 sålde svenska staten Vin & Sprit till den franska spritjätten Pernod Ricard som gjorde The Absolut Company till ett eget aktiebolag.
The Absolut Company äger flera klassiska svenska spritmärken som Carlshamns Flaggpunsch, Cederlunds Caloric, Eau-de-Vie, Grådask, L. O. Smith, Reimersholms, Renat, Åhus Akvavit, Överste Brännvin varav flera används av Pernod Ricard.